# Karl Sitzmann
Karl Sitzmann (* 18. Januar 1883 in Forchheim, Oberfranken; † 2. Januar 1963 in Bayreuth) war ein deutscher Kunsthistoriker, Studienprofessor in Bayreuth und ein Pionier in der Erforschung der fränkischen Kunstgeschichte.

## Leben
Karl Sitzmann war ein Sohn des Forchheimer Baumeisters Thomas Sitzmann. Nach dem Besuch des Gymnasiums in Bamberg studierte er an der damaligen Kunstgewerbeschule in Nürnberg und an der Akademie der Bildenden Künste München. Von 1913 bis zu seiner Pensionierung 1945 wirkte er als Studienrat und Studienprofessor in Bayreuth.
Seit ungefähr 1910 widmete er sich der Erforschung der Kunst- und Kulturgeschichte Frankens. 1922 erschien sein erstes Buch Forchheims Kirchen, ein Spiegel Bamberger Kunst, in dem er nachwies, dass die vier bedeutendsten Kunstwerke der Pfarrkirche St. Martin, das große Relief des Abschieds Jesu, der steinerne Ölberg, das Kruzifix im Ostchor und das gotische Vesperbild in der Marienkapelle von dem aus Nürnberg nach Bamberg gezogenen Bildhauer Hans Nußbaum stammen und auch fast alle anderen Kunstwerke in Forchheim zumindest unter Bamberger Einfluss entstanden sind.
Seine Zuweisung des sogenannten Lindenhardter Altars als ein Werk des Malers Matthias Grünewald wird bis heute kontrovers diskutiert, brachte ihm aber 1926 die Ehrendoktorwürde der Philosophischen Fakultät der Universität Erlangen ein. 1951 veröffentlichte er seine Untersuchungen zum Bamberger Bildschnitzer Hans Nußbaum, doch wurden viele darin enthaltene Zuschreibungen von der Fachwelt nicht anerkannt.
Nachhaltigste Publikation Karl Sitzmanns ist vermutlich das Lexikon Künstler und Kunsthandwerker in Ostfranken, das in zwei Bänden 1957 und 1961 erschien und 1962 durch einen von August Gebeßler bearbeiteten Registerband mit Ergänzungen und Berichtigungen abgeschlossen wurde.
1959 wurde Sitzmann für sein wissenschaftliches Lebenswerk mit dem Ludwig-Gebhard-Preis der Oberfrankenstiftung ausgezeichnet. Er starb am 2. Januar 1963, zwei Wochen vor Vollendung seines 80. Lebensjahres, in seiner Wahlheimat Bayreuth.

## Schriften (Auswahl)
- Kunst und Künstler in der Bayreuther Gegend. Ein Beitrag zur Geschichte der fränkischen Kunst. Wissenschaftliche Beilage zum Jahresbericht des humanistischen Gymnasiums Bayreuth, 1919.
- Forchheims Kirchen, ein Spiegel Bamberger Kunst, Forchheim 1922.
- Die Lindenhardter Tafelbilder, ein Frühwerk von Matthias Grünewald, Bayreuth 1926.
- Hans Nußbaum. Ein Bamberger Bildschnitzer der Dürerzeit. Mit Notizen und Zuschreibungen von Heinrich Mayer. In: 90. Bericht des Historischen Vereins Bamberg, Bamberg 1951, S. 279–320, 12 Tafeln.
- Die Baugeschichte der Stadtkirche zur heiligen Dreifaltigkeit, vordem St. Marie Magdalene, in Bayreuth, in: Zeitschrift für bayerische Kirchengeschichte 23 (1954), S. 111–143.
- Künstler und Kunsthandwerker in Ostfranken, erschienen in der Schriftenreihe „Die Plassenburg, Schriften für Heimatforschung und Kulturpflege in Ostfranken“, Band 12 (1957), Band 16 (1962) und Band 37, Kulmbach 1983.

## Nachlass
Der Nachlass Karl Sitzmanns befindet sich im Stadtarchiv Kulmbach. Nachdem ein großer Teil seiner Bibliothek und seiner Unterlagen bei der Bombardierung Bayreuths im Zweiten Weltkrieg verloren gegangen war, umfasst das noch vorhandene Material seinen wissenschaftlichen Schriftverkehr bis 1963, der in Einzelfällen auch noch in die Zeit vor 1945 zurückreicht, sowie die umfangreichen Vorarbeiten und Typoskripte zu seinem Lexikon über Künstler und Kunsthandwerker in Ostfranken. Besonders hervorzuheben ist der fotografische Nachlass, der Aufnahmen aus über 400 Orten in Franken und ganz Deutschland umfasst.